# نادي الجوف الأدبي
نادي الجوف الأدبي أحد الأندية الأدبية بالمملكة العربية السعودية، تشرف عليه وزارة الثقافة منذ عام 2019 بعد انتقال مهام الأندية الأدبية لها من وزارة الإعلام، تأسس عام 1422 هـ بموجب خطاب عبد الإله بن عبد العزيز آل سعود أمير منطقة الجوف، وبناء على قرار الرئيس العام لرعاية الشباب، تم إنشاء النادي، وضم المجلس التأسيسي للنادي كل من: عيد بن نعيم صبيح السهو رئيس، عبد الرحمن بن عبد الكريم المفرج نائب للرئيس، عبد الرحمن بن إسماعيل الدرعان سكرتير، ثاني بن عقلا الحميد أمين للصندوق، فهد بن قاسم موسى الموسر عضو، سليمان بن الأفنس الشراري عضو.

## أهداف النادي
وضع النادي الأدبي في منطقة الجوف عند تأسيسه مجموعة من الأهداف والتطلعات المراد وتحقيقها وهي:
1. نشر الأدب والثقافة بين أعضائه.
2. نشر الوعي بين جمهوره.
3. عقد الندوات والمحاضرات.
4. دعوة مشاهير الكتاب والشعراء والأدباء والروائيين والقصاصين.
5. تنظيم المناظرات ودراسة الكتب الأدبية والثقافية.
6. إصدار نشرات دورية ومجلات أدبية ثقافية.
7. تطوير المكتبة بحيث تحتوي أكبر عدد ممكن من الكتب الأدبية الثقافية والدينية.
8. الإعداد لإجراء البحوث والتأليف في الأدب والثقافة.
9. عقد دورات وحلقات لمنافسة وتسجيل برامج ينتجها ويقدمها الأعضاء.
10. محاولة إعداد برامج تربوية وأخلاقية واجتماعية وإنسانية وتاريخيه.
11. محاولة الانضمام إلى الرابطات والجمعيات الأدبية في العالم العربي لتبادل المعلومات والبحوث فيما يتعلق بالإنتاج الأدبي.
12. طبع ونشر ما يراه النادي من إنتاج جيد.
13. تشجيع الناشئين على مواصلة إنتاجهم في المجالين المعنوي والمادي.[4]

## مجالس الادارات
في عام 1427 هـ الموافق 2006 تم تشكيل مجلس إدارة جديد يضم : عبد الرحمن الدرعان رئيس، مفلح بن عبد الله الكايد نائب للرئيس، إبراهيم بن موسى الحميد المسئول الإداري، حسين بن مبارك الخليفة المسئول المالي، عارف بن مفضي المسعر عضو، حامد ضافي الشراري عضو، فارس بن رزق الروضان عضو، جميل العزار عضو، سليم الحريص عضو
وفي عام 1429 هـ الموافق 2008 تم تشكيل مجلس إدارة مكون من : إبراهيم بن موسى الحميد رئيس مجلس الإدارة، مفلح بن عبد الله  آل كايد نائب الرئيس، حسين الخليفة المسئول  المالي، جميعان فلاح الشراري المسئول الإداري، فارس بن رزق الروضان عضو، حامد الوردة الشراري عضو، سعود الخضع عضو، أحمد القعيد عضو.
وفي العام 2011 وصل مجلس إدارة جديد عن طريق الانتخاب وللمرة الأولى على النحو التالي: ثامر بن عوده المحيسن رئيس مجلس الإدارة،  خالد بن عبد الرحمن العيسى نائب رئيس، عبد العزيز بن سعود النبط، نايف بن جابر الصلهام، إبراهيم بن خليف السطام، محمد بن علي الصالح
فهده بنت محمود الحسن، محمد هليل الرويلي، فواز بن زايد الشمري، إلهام بنت عقلاء البراهيم.

## نشاط النادي
يقيم نادي الجوف الأدبي نشاطاً منبرياً دائماً، ومجموعة من الأمسيات الشعرية والثقافية والنقدية، بالإضافة للعديد من الإصدارات المنتجة من قبل النادي منها: كتاب مسيرة التعليم في منطقة الجوف، والمنسوجات عند العرب والمعروفة عند أهالي منطقة الجوف وبادية المنطقة الشمالية، بعض من مواقع الصيد، الاتجاه الفكري للشعر في الخليج العربي، اوراد العشب النبيل (شعر)، رسالة غرام (مجموعة قصصية)، الخطراوي في آثار الكاتبين، وكما يصدر عن النادي نشرة أخبارية تصدر كل ثلاثة شهور، وأيضا مجلة ثقافية فصلية تصدر كل ثلاثة أشهر هي هي مجلة سيسرا الثقافية.
وقد أقيمت عام 2011 انتخابات لاختيار مجلس إدارة جديد , حيث يعتبر نادي الجوف الأدبي ثاني نادي أدبي تقام فيه انتخابات لاختيار أعضاء النادي , وشهدت الانتخابات لأول مرة دخول العنصر النسائي إلى المجلس متمثلا في عضوتين هما: فهدة الجوفي , وإلهام الإبراهيم , وقد تشكل المجلس برئاسة محمد الصالح ونائبه ثامر المحيسن , وخالد العيسى مسؤولا إداريا , ونايف الصلهام مسؤولا ماليا , وإبراهيم خليف مسلم السطام عضو , وفهده محمود حسن الجوفي عضو , وإلهام عقلا عيد البراهيم عضو , وعبد العزيز سعود نبط الدغيم عضو , وفواز زايد عقيل الشمري  عضو , ومحمد هليل طلق الرويلي عضو.

## انظر ايضاً
- نادي الرياض الأدبي
- نادي جازان الأدبي
- نادي أبها الأدبي